# フォレスト・タッカー
フォレスト・タッカー（Forrest Tucker,  1919年2月12日 - 1986年10月25日）は、アメリカ合衆国の俳優である。

## 来歴
1919年、インディアナ州のプレインフィールド生まれ。農場を営む家庭で、14歳の時に行われたシカゴ万国博覧会へのパフォーマーとして参加してキャリアをスタート。舞台で経験を積み、所属していた劇団が閉鎖されたことをきっかけに1939年あたりからカリフォルニア州へ渡り、映画の世界に足を踏み入れた。1940年にゲイリー・クーパー主演の西部劇映画『西部の男』で映画デビューを果たす。1941年にはコロンビア ピクチャーズと契約し、専属俳優として活動を始めるが、第二次世界大戦中は一時俳優業を休止して、アメリカ陸軍へ従軍した。
第二次大戦が終わると再びショービジネスの世界へ戻り、1946年から『子鹿物語』などでキャリアを再開させた。それ以降は順調に出演作品を増やし続け、テレビシリーズなどへも数多くクレジットされている。また映像のみならず引き続き舞台作品へも積極的に出演を続け、ブロードウェイ舞台などへも出演して俳優として確固たる地位を確立した。

### 私生活
これまで4度の結婚歴があり、最初の結婚は1940年から10年続いた。2度目の結婚は1951年だが、妻の死去によって1961年に3度目の結婚をするが、1985年に離婚。最後の結婚は1986年だったが、タッカーの死去により結婚生活はわずか1年にも満たなかった。

### 死去
1986年、カリフォルニア州のロサンゼルスにて肺癌のため死去。67歳だった。

## 出演作品

### 映画
- 西部の男 The Westerner (1940)
- Emergency Landing (1941)
- New Wine (1941)
- Honolulu Lu (1941)
- Shut My Big Mouth (1942)
- Canal Zone (1942)
- 初陣ハリー Tramp, Tramp, Tramp! (1942)
- Submarine Raider (1942)
- Parachute Nurse (1942)
- Counter-Espionage (1942)
- Boston Blackie Goes Hollywood (1942)
- 火の女 Keeper of the Flame (1943)
- The Man Who Dared (1946)
- Renegades (1946)
- Dangerous Business (1946)
- Never Say Goodbye (1946)
- 子鹿物語 The Yearling (1946)
- ガンファイター Gunfighters (1947)
- Adventures in Silverado (1948)
- 西部の裁き Coroner Creek (1948)
- Two Guys from Texas (1948)
- 西部の掠奪者 The Plunderers (1948)
- The Last Bandit (1949)
- 荒原の死闘 The Big Cat (1949)
- 地獄の銃火 Hellfire (1949)
- 曠野の追撃 Brimstone (1949)
- 硫黄島の砂 Sands of Iwo Jima (1949)
- ネヴァダの男 The Nevadan (1950)
- 西部を駆ける勇者 Rock Island Trail (1950)
- 流れ者の復讐 California Passage (1950)
- 地獄の砦 Oh! Susanna! (1951)
- 闘う沿岸警備隊 Fighting Coast Guard (1951)
- インディアン征路 Warpath (1951)
- 欲望の河 Crosswinds (1951)
- 戦略爆撃隊 The Wild Blue Yonder (1951)
- 午後の喇叭 Bugles in the Afternoon (1952)
- 暴力帝国 Hoodlum Empire (1952)
- ハリケーン・スミス Hurricane Smith (1952)
- Montana Belle (1952)
- ハチェット牧場の対決 Ride the Man Down (1952)
- San Antone (1953)
- ミズーリ大平原 Pony Express (1953)
- 嵐に叛く女 Laughing Anne (1953)
- 女の戦場 Flight Nurse (1953)
- テキサス街道 Jubilee Trail (1954)
- 谷間の争い Trouble in the Glen (1954)
- Break in the Circle (1955)
- 怒りの夜明け Rage at Dawn (1955)
- Finger Man (1955)
- Night Freight (1955)
- 硝煙のユタ荒原 The Vanishing American (1955)
- Paris Follies of 1956 (1955)
- Stagecoach to Fury (1956)
- 三人のあらくれ者 Three Violent People (1956)
- The Quiet Gun (1957)
- 恐怖の雪男 The Abominable Snowman (1957)
- The Deerslayer (1957)
- The Strange World of Planet X (1958)
- 皆殺し砦 Fort Massacre (1958)
- Girl in the Woods (1958)
- 巨大目玉の怪獣/トロレンバーグの恐怖 The Trollenberg Terror (1958)
- メイム叔母さん Auntie Mame (1958)
- 拳銃でいこうぜ! Gunsmoke in Tucson (1958)
- Counterplot (1959)
- Don't Worry, We'll Think of a Title (1966)
- The Night They Raided Minsky's (1968)
- 鷲と鷹 Barquero (1970)
- チザム Chisum (1970)
- キャット・バルー Cat Ballou (1971) ※テレビ映画
- Welcome Home, Johnny Bristol (1972) ※テレビ映画
- Bobby Jo and the Good Time Band (1972) ※テレビ映画
- Cancel My Reservation (1972)
- 花嫁の家族 The Wild McCullochs (1975)
- Final Chapter: Walking Tall (1977)
- Incredible Rocky Mountain Race (1977) ※テレビ映画
- A Real American Hero (1978) ※テレビ映画
- ハックルベリー・フィンの冒険 The Adventures of Huckleberry Finn (1981) ※テレビ映画
- スタンピード Rare Breed (1984)
- Katy, la oruga (1984) ※声の出演
- サンダーラン Thunder Run (1986)
- Timestalkers (1987) ※テレビ映画

### テレビドラマ
- Crunch and Des (1955 - 1956)
- クラフト・テレビジョン・シアター The Ford Television Theatre (1957)
- クライマックス! Climax! (1957)
- ジェネラル・エレクトリック・シアター General Electric Theater (1958)
- 幌馬車隊 Wagon Train (1958)
- ドクター・キルデア Dr. Kildare (1963)
- ローハイド Rawhide (1963)
- バークにまかせろ Burke's Law (1964)
- バージニアン The Virginian (1965)
- スラッタリー物語 Slattery's People (1965)
- ガンスモーク Gunsmoke (1965 - 1972)
- F Troop (1965 - 1967)
- ディズニーランド Disneyland (1967)
- 西部の王者ダニエル・ブーン Daniel Boone (1967, 1968)
- 鬼警部アイアンサイド Ironside (1970)
- 恋愛専科 Love, American Style (1970, 1971)
- ファンタジー・アイランド Fantasy Island (1979, 1981)
- 西部二人組 Alias Smith and Jones (1971)
- ネーム・オブ・ザ・ゲーム The Name of the Game (1971)
- 四次元への招待 Night Gallery (1971)
- 保安官サム・ケード Cade's County (1971)
- ボナンザ Bonanza (1971)
- 刑事コロンボ Columbo (1972)
- Dusty's Trail (1973 - 1974)
- ドクター・ウェルビー Marcus Welby, M.D. (1974)
- 大草原の小さな家 Little House on the Prairie (1975)
- The Ghost Busters (1975)
- 刑事コジャック Kojak (1976)
- エラリー・クイーン Ellery Queen (1976)
- 地上最強の美女バイオニック・ジェミー The Bionic Woman (1976)
- 女刑事ペパー Police Woman (1978)
- ラブ・ボート The Love Boat (1980, 1983)
- マット・ヒューストン Matt Houston (1982)
- Filthy Rich (1982)
- ジェシカおばさんの事件簿 Murder, She Wrote (1984)